# Akihiro Sato (fotbollsspelare född oktober 1986)
Akihiro Sato (佐藤 晃大 Sato Akihiro?), född 22 oktober 1986 i Kanagawa prefektur, är en japansk fotbollsspelare.
Sato började sin karriär 2009 i Tokushima Vortis. Han spelade 79 ligamatcher för klubben. 2012 flyttade han till Gamba Osaka. Med Gamba Osaka vann han japanska ligan 2014, japanska ligacupen 2014 och japanska cupen 2014. Han gick tillbaka till Tokushima Vortis 2015.